# Hugo Schlemüller

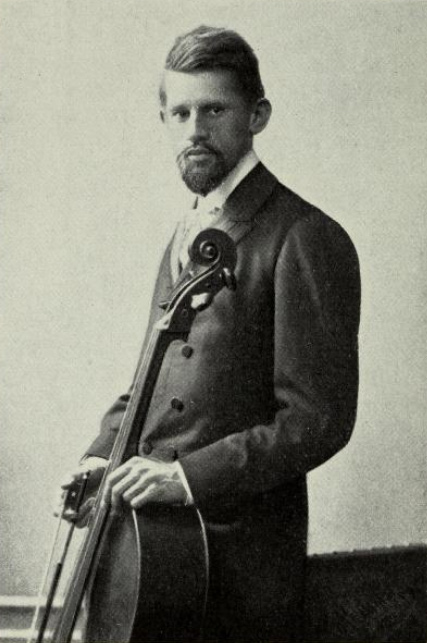
Hugo Schlemüller

Hugo Eduard Schlemüller (* 2. Oktober 1872 in Königsberg; † 7. August 1918 in Bad Orb) war ein deutscher Cellist, Komponist, Instrumentallehrer, Musikkritiker und Verleger.

## Leben
Der Sohn des Pianisten, Musiklehrers und langjährigen Musikreferenten des Leipziger Tageblatts Heinrich Gustav Schlemüller (1841–1900) und dessen Gemahlin Louise Elise Wächter, Tochter des Organisten Heinrich Hermann Wächter (1818–1881), besuchte von 1882 bis 1891 das Königliche Gymnasium in Leipzig, das er mit dem Reifezeugnis verließ. Anschließend studierte er bis 1895 an der Universität Leipzig. Seine musikalische Ausbildung erhielt er am Konservatorium in Gotha, an dem die Cellistin Luise Wandersleb-Patzig (1846–1901) wirkte.
Hugo Schlemüller spielte als Cello-Virtuose in München und Leipzig. Ab 1902 war er Lehrer für Violoncello am Hoch’schen Konservatorium in Frankfurt am Main. Daneben komponierte er Lehrwerke für Cello, virtuose Cellostücke sowie Cellokonzerte und betätigte sich als Musikkritiker und Musikschriftsteller. 1910 gründete er seinen eigenen Musikverlag, in welchem u. a. seine Konzertprogramme der Gegenwart erschienen.
1916 wurde Hugo Schlemüller zum Kriegsdienst eingezogen. Im August des Jahres 1917 gab er seine Stellung am Hoch’schen Konservatorium auf. Er starb während eines Kuraufenthaltes in Bad Orb.

## Werke (Auswahl)
- Wiegenlied. Für eine Singstimme mit Begleitung des Pianoforte, Zschocher, Leipzig 1894.
- Der Kölner Männer-Gesangverein in Italien 1910. Nach Berichten an das Kölner Tageblatt, Schlemüller, Frankfurt am Main 1910.
- Konzertprogramme der Gegenwart, Schlemüller, Frankfurt am Main 1910/11.
- Das Studium der 4. Lage. 12 leichte Vortragsstücke für Violoncello in der 4. (engen) Lage mit Begleitung des Klaviers oder eines zweiten Violoncello, Zimmermann, Leipzig 1913.
- Wie bekomme ich Konzert-Engagements? Der Künstler als Kaufmann. Ein praktischer Ratgeber für konzertierende Künstler, Schlemüller, Frankfurt am Main 1916 (Schlemüllers Künstlerbibliothek).
- Die allerersten Vortragsstücke des jungen Cellisten. 20 leichte Vortragsstücke für Violoncello in der ersten Lage, mit Klavierbegleitung oder einem zweiten Cello, op. 19, Zimmermann, Leipzig o. J.
- Etüden-Schule für Violoncello. Eine Sammlung von progressiv geordneten Etüden der bedeutenden Cellomeister. Neue Ausgabe in 2 Bänden. Auswählt aus den Heften Klasse 1 bis 4, Zimmermann, Leipzig o. J.
- Der Daumenaufsatz. Eine Schule für das Studium des Daumenaufsatzes beim Violoncello von den ersten Anfängen bis zur Virtuosität mit zahlreichen Beispielen und Übungsstücken, Op. 28, Zimmermann, Leipzig o. J.
- Sieben kleine Stücke (in der ersten Lage) zum Vorspielen für junge Cellisten. Stücke, Vc Kl, op. 29, mit Begleitung des Pianoforte oder eines zweiten Violoncells, op. 29, André, Offenbach am Main o. J.